# Cornelia Bührle
Cornelia Bührle RSCJ (* 12. Mai 1953 in Albstadt) ist eine deutsche Ordensschwester der Gesellschaft vom Heiligen Herzen Jesu (Sacré-Cœur).

## Leben
Cornelia Bührle ist die Tochter des Journalisten Wolfgang Bührle und der Opern- und Konzertsängerin Renate Hadamek-Bührle. Ihre Hochschulreife erlangte sie im Jahre 1971 an der Livermore High School in Kalifornien und im Jahre 1972 an der Sophie-Barat-Schule in Hamburg.
Von 1973 bis 1984 studierte sie an der Universität Hamburg Rechtswissenschaften und Afrikanistik sowie bei Wolf Graf von Baudissin Sicherheitspolitik. 1984 legte sie die Große Juristische Staatsprüfung in Hamburg ab. Zudem studierte sie von 1991 bis 1992 Theologie und Philosophie am Centre Sèvres in Paris.
Im Jahre 1984 trat sie in die Gesellschaft vom Heiligen Herzen Jesu (Sacré-Cœur) ein. 1986 legte sie die zeitlichen Gelübde in Hamburg und 1993 die Ewigen Gelübde in Rom ab.
Beruflich war sie u. a. in N’Djamena (Tschad/Afrika) an der staatlichen Universität N’Djamena und am Sacré-Coeur Lycée-Collège tätig. Von 1993 bis 2003 fungierte sie als Beauftragte für Migrationsfragen des damaligen Kardinal-Erzbischofs von Berlin, Georg Maximilian Sterzinsky. Von 2003 bis 2007 war sie auf EU-Ebene in Brüssel beim Europa-Büro des Jesuiten-Flüchtlingsdienstes engagiert. Von 2007 bis 2013 arbeitete sie als Gemeinsame Ständige Beauftragte des Kardinal-Erzbischofs von Berlin und des Erzbischofs von Hamburg am Sitz der Landesregierung von Mecklenburg-Vorpommern und als Leiterin des Katholischen Büros Schwerin, zudem als Leiterin des Erzbischöflichen Amts Schwerin (Verwaltungssitz der Erzbischöflichen Kurie Hamburg in Mecklenburg). Anschließend, 2014, war sie als Justiziarin in ihrem Orden in Deutschland beschäftigt. Von Februar 2015 bis März 2018 war sie als Beauftragte für Migration und Integration der katholischen Kirche in Bremen tätig und wurde Ende März 2018 in den beruflichen Ruhestand verabschiedet.
Der Souveräne Malteserorden zeichnete sie im April 2018 mit dem Verdienstorden Pro Merito Melitensi aus.
Seit Oktober 2018 lebt Bührle in einer Gemeinschaft ihres Ordens in Lille/Frankreich.

## Ehrenamtliche Tätigkeiten
- 1995–2000: Europa-Koordinatorin für die ordensinterne International Commission Justice and Peace/ICJP
- 1998–2007: Beraterin des Governing Committee der International Catholic Migration Commission/ICMC
- seit 2000: Mitglied der Katholischen Zentralstelle für Entwicklungshilfe e.V./KZE
- 2004–2007: Mitglied der Arbeitsgruppe „Migration“ der Kommission der Bischofskonferenzen der Europäischen Gemeinschaft/ComECE
- 2006–2008: Beraterin der Bischöflichen Kommission für Migrationsfragen der Deutschen Bischofskonferenz
- 2006–2012: Mitglied des Beirats des bischöflichen Hilfswerks Misereor
- 2007–2013: Mitglied im NDR-Rundfunkrat[3]
- 2007–2017: Mitglied im Wissenschaftlichen Rat der Katholischen Akademie in Berlin
- 2008–2013: Mitglied im Landeskuratorium Mecklenburg-Vorpommern und Stiftungsrat der Ostdeutschen Sparkassenstiftung
- 2008–2013: Mitglied im LIONS CLUB Schwerin
- 2015 – 2018: Mitglied im Bremer Rat für Integration[4]
- 2015 – 2018: Mitglied im Beirat für den Abschiebegewahrsam in Bremen

## Veröffentlichungen (Auswahl)
- zusammen mit Claus von Rosen (Hrsg.): Nie wieder Sieg! Schriften 1951–1981. Wolf Graf von Baudissin. Piper, München 1982, ISBN 3-492-00542-X.
- Eine Mauer würde das Problem nicht lösen. In: Jörg Alt, Ralf Fodor: Rechtlos? Menschen ohne Papiere. Anregungen für eine Positionsbestimmung. Von Loeper, Karlsruhe 2001, ISBN 3-86059-498-2, S. 7–13.
- Foreigners in European Prisons. Wolf Legal Publishers, 2007, ISBN 978-90-5850-275-9.